# Interface Region Imaging Spectrograph
Interface Region Imaging Spectrograph (IRIS) ist ein Weltraumteleskop zur Erforschung der Sonnenatmosphäre. IRIS ist ein Satellit im Explorer-Programm der NASA. Nach dem Erreichen der Umlaufbahn hat IRIS die zusätzliche Bezeichnung Explorer 94 erhalten.

## Aufgabe
IRIS wurde am 19. Juni 2009 zusammen mit dem später gestrichenen Gravity and Extreme Magnetism SMEX für das SMEX-(Small Explorer)-Programm aus sechs Kandidaten ausgewählt. Federführend für IRIS war das Lockheed Martin Solar and Astrophysics Laboratory (LMSAL). Der Satellit wurde vom Lockheed Martin Solar and Astrophysics Laboratory (LMSAL) gebaut und wird von diesem gemeinsam mit dem Ames Research Center der NASA betrieben.
Die Aufgabe von IRIS ist die Erforschung der äußeren Bereiche der Sonnenatmosphäre. IRIS wird den Energie- und Plasmafluss durch die Chromosphäre und die Übergangsregion (engl. interface region) in die Sonnenkorona im ultravioletten Bereich mittels Abbildung und Spektrometrie untersuchen. Dadurch werden Informationen über den Energietransport in die Korona und den Sonnenwind gewonnen, die zum Verständnis dieser bislang nicht näher untersuchten dynamischen Region der Sonne und anderer Sterne beitragen.
Das Teleskop kann pro Aufnahme nur etwa ein Prozent der Sonnenoberfläche erfassen, erreicht aber dabei eine räumliche Auflösung von 240 km. Damit ergänzt IRIS die Aufnahmen des Forschungssatelliten Solar Dynamics Observatory (SDO), der Komplettaufnahmen der Sonne in geringerer Auflösung liefert, beispielsweise zur Untersuchung aktiver Regionen.
Das UV-Teleskop ermöglicht die Beobachtung von Sonnenmaterie im Temperaturbereich von 5000 K bis 65.000 K und Sonneneruptionen bis zu 10 Millionen K. Dieser Bereich wurde so gewählt, um Material in der Photosphäre, der Übergangsschicht und der Chromosphäre zu erfassen. Das Instrument nimmt alle fünf bis zehn Sekunden ein Bild und alle ein bis zwei Sekunden Spektren auf.

## Aufbau

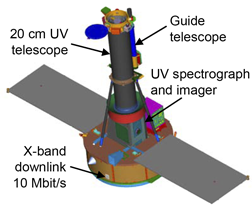
Aufbau des IRIS-Satelliten

Der IRIS-Satellit besteht aus einer scheibenförmigen Satellitenstruktur, die die Systeme zur Energieversorgung, Kommunikation, Steuerung und Lageregelung enthält und das UV-Teleskop trägt. Die Energieversorgung erfolgt durch zwei ausklappbare Solarzellenausleger. Diese werden mit dem gesamten Satelliten per Dreiachsenstabilisation auf die Sonne ausgerichtet. Die Daten werden über eine X-Band-Funkverbindung mit einer Datenübertragungsrate von bis zu 10 MBit/Sekunde an die Bodenstation übertragen. Bei einer Masse von 200 kg hat der Satellit eine Höhe von 2,1 m und mit entfalteten Solarzellenauslegern eine Spannweite von 3,7 m.
Der IRIS-Satellit besitzt nur ein Forschungsinstrument: ein abbildendes UV-Spektrometer mit 20 cm Öffnung und hoher Bildrate. Es liefert ein Bild pro Sekunde bei einer räumlichen Auflösung von 0,3 Bogensekunden und einer Spektralauflösung im Sub-Ångström-Bereich. Das Teleskop wurde vom Smithsonian Astrophysical Observatory bereitgestellt, während das Spektrometer und die abbildende UV-Kamera von LMSAL entwickelt und gebaut wurde.
Zur genauen Ausrichtung des Observatoriums ist zusätzlich ein Leitteleskop parallel zum Hauptinstrument montiert.

## Missionsverlauf
Der Satellit wurde am 16. April 2013 an der Vandenberg Air Force Base in Kalifornien angeliefert und am 29. Mai auf die Pegasus-XL-Trägerrakete montiert. Als Trägerflugzeug diente eine L-1011 TriStar von Orbital Sciences mit der Bezeichnung Stargazer. Das Trägerflugzeug hob am 28. Juni (nach Ortszeit noch 27. Juni) um 01:27 UTC von der Vandenberg Air Force Base ab und flog zur Point Arguello Western Air Drop Zone (WADZ) bei 36° 0′ N, 123° 0′ W. Dort wurde die Pegasus-Rakete um 02:27 UTC aus 39.000 ft (ca. 11.900 m) Höhe abgeworfen, die Triebwerke zündeten fünf Sekunden später. Die dreistufige Pegasus benötigte etwa 13 Minuten, um den Satelliten in die vorgesehene Umlaufbahn zu bringen und ihn dort erfolgreich auszusetzen. Am 25. Juli 2013 wurde das erste Bild der Sonde veröffentlicht.
Der Betrieb der Mission wurde zunächst für zwei Jahre finanziert. Im September 2016 wurde sie bis zum September 2018 verlängert. Die an dem Projekt beteiligte ESA bewilligte im März 2023 eine Verlängerung ihres Beitrags bis mindestens Ende 2026. Jedoch führte am 26. November 2024 der Bruch einer Kühlwasserleitung im Serverzentrum des Systems an der Stanford University zu einer monatelangen Unterbrechung der Datenverarbeitung.

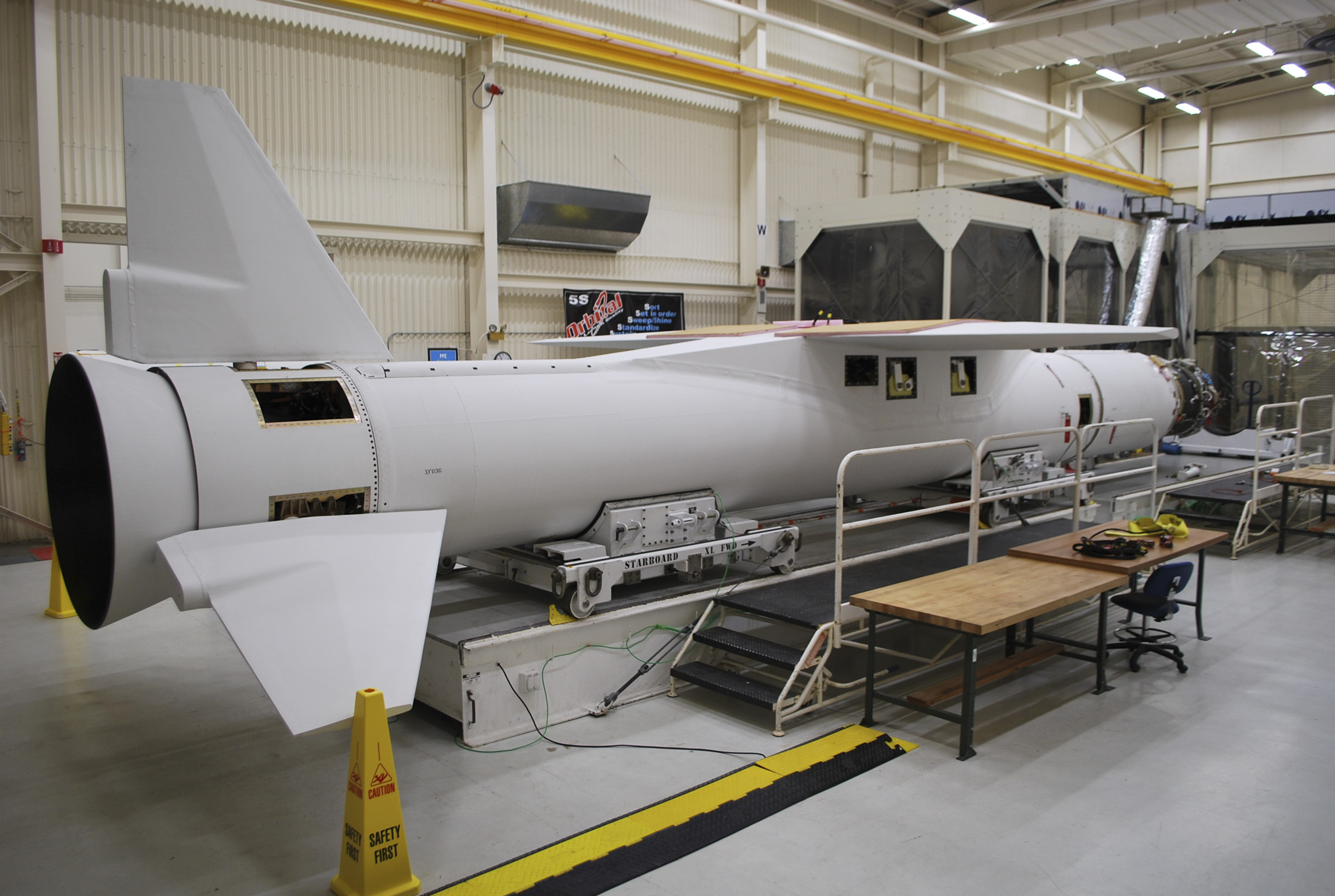
Die Pegasus-XL-Rakete wird für IRIS vorbereitet
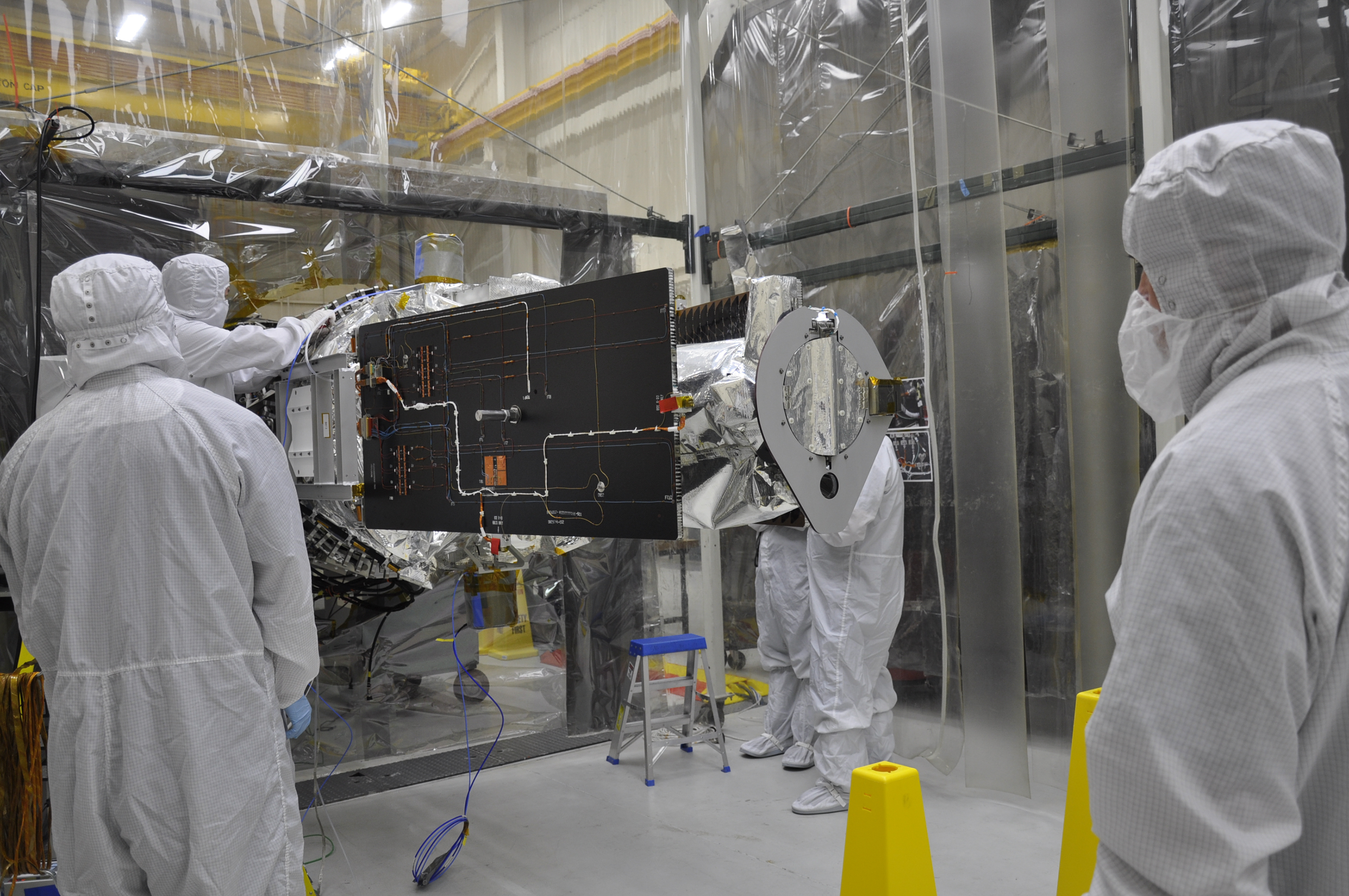
IRIS wird auf die Trägerrakete montiert